# Tiago Alves
Tiago Alves Sales (São João do Araguaia, 12 gennaio 1993) è un calciatore brasiliano, attaccante dell'Uthai Thani.

## Carriera
Prodotto del settore giovanile del Santos, esordisce nel Campionato Paulista il 2 febbraio 2011, subentrando a Keirrison in una partita pareggiata (2-2) sul campo del Ponte Preta. Il 27 marzo seguente segna il primo gol da professionista, nella gara vinta per 2-3 sul campo dell'Ituano. Disputa vari match nella massima serie brasiliana.
Il 16 maggio 2012 passa in prestito al Boa Esporte, in Série B, ma tre mesi dopo torna al Santos. Il 3 dicembre 2012 passa all'América-MG fino alla fine della stagione 2013.
Nel 2014 viene acquistato a titolo temporaneo dal Penapolense, club militante nel Campionato Paulista, ma a metà stagione si trasferisce con la medesima formula al Paraná, nella seconda divisione brasiliana. Agli inizi del 2015, viene acquistato a titolo definitivo proprio dal Penapolense, che lo gira subito in prestito ai sudcoreani del Pohang Steelers, dove seppur giocando tanto non riesce a realizzare molti gol. Nel gennaio 2016 passa al Seongnam, sempre in prestito. Qui fin da subito si fa notare grazie alle sue marcature, che lo fanno balzare in cima alla classifica marcatori.
Il 1º agosto 2016 è ceduto all'Al-Hilal, con cui segna un solo gol in 10 presenze. Nel marzo 2017 è girato in prestito per una stagione in Giappone, allo Shimizu S-Pulse.
Nel gennaio 2018 si trasferisce allo Jeonbuk Hyundai, con cui firma un contratto triennale.
Il 27 luglio 2019 si trasferisce in prestito al Sagan Tosu.

## Palmarès

### Club

#### Competizioni statali
- Campionato paulista: 2

Santos: 2011, 2012

#### Competizioni internazionali
- Coppa Libertadores: 1

Santos: 2011

#### Competizioni nazionali
- Campionato sudcoreano: 1

Jeonbuk Hyundai: 2018